# 莫恩斯·費爾斯比
莫恩斯·費爾斯比（丹麥語：Mogens Felsby，1929年—），是一位丹麥已退役男子羽球運動員。
莫恩斯·費爾斯比於1945年在丹麥U17羽球錦標賽上獲得成功，他贏得男子單打冠軍。 1946年，他在丹麥U19羽球錦標賽贏得男子單打冠軍。1947年，他衛冕成功。
1949年，他效力於丹麥國家隊。在第一屆湯姆斯盃決賽上，球隊以總比分1-8輸給馬來亞隊。在該場比賽中他出賽兩次單打，第一次以9:15和2:15的比分輸給黃德福；第二次則以15:11和15:1擊敗盧德福，為球隊拿下唯一的勝點。
費爾斯比也是一名網球運動員。1944年，他在丹麥青少年網球錦標賽中獲得了混合雙打冠軍。